# روي مارشال (لاعب كريكت)
روي مارشال (1 أبريل 1965 في دومينيكا - )  (بالإنجليزية: Roy Marshall)‏ هو لاعب كريكت دومينيكي. شارك مع Windward Islands cricket team ‏. أما مع النوادي، فقد لعب مع Leeward Islands cricket team ‏.

## وصلات خارجية
- روي مارشال على موقع إي آس بي آن كريك إنفو (الإنجليزية)